# Путило Степан Олександрович
Степан Олександрович Путило (біл. Сцяпан Аляксандравіч Пуціла, також відомий як Степан Светлов; нар. 27 липня 1998, Мінськ, Білорусь) — білоруський журналіст та блогер, автор популярних суспільно-політичних каналів у Білорусі. Загальна кількість підписників на всіх платформах становить близько 2 мільйонів, з них 554 тисяч на «YouTube» та 1,8 млн на каналах «Telegram» зі загальною назвою NEXTA. Телеграм-канал «NEXTA» є найпопулярнішим у Білорусі.

## Життєпис
Степан — син журналіста Олександра Путила, який раніше працював спортивним коментатором БТРК, після чого став колумністом спортивних новин на польському телеканалі «Белсат».
Навчався у середній школі імені Янки Купали у Сениці, після чого закінчив Білоруський гуманітарний ліцей Якуба Коласа, що був позбавлений офіційного статусу навчального закладу, де знімав перші відео на суспільно важливу тематику.
Став відомим за назвою свого YouTube-каналу та став одним з найпопулярніших білоруських суспільно-політичних блогерів. У лютому 2018 року проти Путила здійснено спробу порушити кримінальну справу за статтею 368 Кримінального кодексу Білорусі «Образа президента» за відео на YouTube нібито за скаргою невідомого громадянина. Відтоді постійно проживає у Польщі та не відвідує Білорусь.
У березні 2019 року отримав Національну премію за захист прав людини імені Віктора Івашкевича.
Живе та навчається у Польщі та з осені 2018 року веде інформаційно-розважальну програму «Суб'ектыў» на телеканалі «Белсат».

## Громадська діяльність
Почав громадську діяльність у жовтні 2015 року, створивши канал «NEXTA» на YouTube. Основна тематика — розваги, інформаційний та музичний контент. Найпопулярніші відеоролики — «Их ждёт смертная казнь» про черговий смертний вирок у Білорусі: 5,5 мільйона переглядів. Перше відео — пісня «Выбора нет» із закликом бойкоту президентських виборів. Внаслідок реакції на ролик спецслужби зацікавилися особою блогера.
2017 року Путило взяв участь у кількох акціях протесту, зокрема у Маршах недармоїдів 17 лютого 2017 року, звідки вів трансляції в «Periscope», випустив відео, присвячені протестам у Білорусі.
З осені 2018 року веде Telegram-канал. Частина інформації, опублікована на додатковому каналі «NEXTA Lite», розрахована на менш важливі новини. Аудиторія розширилася у тому числі за рахунок інсайдів МВС. Колишній міністр внутрішніх справ Ігор Шуневич перед звільненням заявив, що розкрив інформатора Telegram-каналу «NEXTA», однак блогер спростував цю заяву.
З вересня 2018 року — ведучий програми «Суб'ектыў» на телеканалі «Белсат».
На Telegram-каналі блогера практично відсутня реклама. У липні 2019 року «NEXTA» вперше опублікувала рекламний пост, але за кілька хвилин видалила його «за бажанням замовника». Блогер вважає, що білоруський офісний букмекер зняв рекламний матеріал через тиск спецслужб, щоб запобігти будь-яким спробам подальшого фінансування проєкту білоруськими компаніями.
Восени 2018 року каналу «NEXTA» на YouTube погрожували закриттям через скарги «Белтелерадіокомпанії» про порушення авторських прав. За словами блогера, спочатку його хотіли забанити за торгову марку, після чого канали Білорусь 1, ОНТ, СТВ «від імені фейкової особи розпочали надсилати скарги за нібито незаконне використання контенту та порушення авторських прав». Після цього Путило вирішив видалити логотипи державних телеканалів зі своїх відеоматеріалів.
Аудиторія телеканалу «NEXTA» значно зросла після публікації ним зокрема новин про інспектора ДАІ, якого 16 травня 2019 року знайшли застреленим під Могильовом. Окрім інсайдерської інформації з правоохоронних органів, блогер також розмістив фото загиблого працівника. Всього за тиждень аудиторія каналу зросла з 49.000 до понад 86.000 підписників, а згодом сягнула 800 тисяч. Ролик блогера «Лукашенко. Уголовные материалы», який вийшов у жовтні 2019 року, за 5 днів набрав 1 мільйон переглядів на YouTube.
Ресурс «NEXTA» став одним із провідників протестів проти диктатури Лукашенка у Білорусі.
15 серпня Путила разом з Валерієм Цепкало були оголошені в розшук МВС Росії. В листопаді 2020 Білорусь вручила послу Польщі Мартіну Войцєховському вимогу видати адміністраторів NEXTA Степана Путило і Романа Протасевича, яких влада Білорусі підозрює в екстремізмі.
19 листопада влада Білорусі оголосила Путила та колишнього заступника головного редактора Романа Протасевича, іншого адміністратора каналу NEXTA, терористами. В лютому 2021 року Білорусь попросила Польщу екстрадувати Путила та Протасевича.
3 травня 2023 року суд у Мінську заочно засудив Путила до 20 років колонії.